# Douglas Albert Munro
Douglas Albert Munro (11 de outubro de 1919 — 27 de setembro de 1942) foi um guarda costeiro dos Estados Unidos que foi postumamente condecorado com a Medalha de Honra por um ato de "heroísmo extraordinário" durante a Segunda Guerra Mundial. 
Munro nasceu no Canadá, filho de pai americano e mãe britânica, e sua família se mudou para os Estados Unidos quando ele era criança. Ele foi criado em South Cle Elum, Washington, e frequentou a Central Washington College of Education antes de se voluntariar para o serviço militar pouco antes de os Estados Unidos entrarem na Segunda Guerra Mundial. Munro e seu companheiro de navio Raymond Evans eram conhecidos como os Gêmeos Gold Dust, assim chamados porque eram inseparáveis.